# Hutseo (Ort)
Hutseo (Hutseo 1) ist eine osttimoresische Siedlung im Suco Leolima (Verwaltungsamt Hato-Udo, Gemeinde Ainaro).

## Geographie
Hutseo ist ein Dorf im Norden der Aldeia Hutseo, in einer Meereshöhe von 410 m. Die Gebäude reihen sich über etwa zwei Kilometer entlang einer Straße auf. Das Verwaltungszentrum befindet sich am Südende der Siedlung. Südlich davon liegt etwas abgetrennt an der Straße das Dorf Hutseo 2, im Norden geht Hutseo selbst in das Siedlungszentrum Hato-Udo über. Direkte Nachbarn sind hier die Siedlungen Luro, Groto, Rae-Soro und Nuno-Boco. Nordwestlich liegt der See Lebomulua.